# کوژنو ماوه
کوژنو ماوه (به لهستانی:  Kożyno Małe) یک روستا در لهستان است که در گمینا بیلسک پودلاسکی واقع شده‌است. کوژنو ماوه  ۱۴۰ نفر جمعیت دارد.